# Chroustnatky
Chroustnatky (štítkonošci, Polyplacophora) jsou třídou mořských měkkýšů, kteří žijí na skalách v příbojové zóně, ale i v hlubokých vodách. Vědecké pojmenování Polyplacophora (z řec. polys – mnoho, plak – ploténka, phorein – nést) se vztahuje ke stavbě schránky – je tvořena osmi (zřídka sedmi) skloubenými destičkami z chitinu a uhličitanu (srovnejte s Monoplacophora).

## Popis
Tělo chroustnatek je zploštělé, na hřbetu mírně vypouklé, může být kýlnaté. Při pohledu shora je tělo oválné, široce oválné, podlouhle oválné, či červovitě protáhlé. Schránka chroustnatek se obecně nazývá krunýř. Schránku recentních chroustnatek tvoří 8 vápnitých destiček vylučovaných pláštěm (pallium): první hlavová, 6 trupových a poslední koncová. Ty jsou obklopené plášťovým lemem (perinotum), který může vylučovat vápenaté šupinky, zrníčka, štětiny nebo chloupky. Plášťový lem je na okraji opatřen třásnitými výrůstky, které mohou být podle druhu různých velikostí. Výrůstky mohou pokrývat i celé perinotum. Okrajová část pláště překrývající desky je nazývána pás. Spodní strana pláště (hyponotum) je od hlavy a nohy oddělena plášťovou rýhou, ve které je uloženo 6 až 88 párů žaber (ktenidií). Plášťová rýha odpovídá plášťové dutině ostatních měkkýšů. Hlava je oddělena od nohy příčnou rýhou – odspodu je patrný hlavový terč s ústním otvorem a chodidlo nohy. Radula je mineralizovaná a může obsahovat magnetit, lepidokrokit a apatit. V zadní části plášťové rýhy je řitní otvor. Hyponotum přechází v plášťovou rýhu přes „plášťový záhyb“ (mantle fold), který může v zadní části těla vytvářet řasu s „plášťovým lalůčkem“ (mantle lappet), u některých rodů může být v přední části opatřen tykadlovitými výrůstky – „předhlavovými tykadly“ (precephalic tentacles) – např. u rodu Placiphorella.
Schránku tvoří a kryje properiostracum (periostracum), jež je oproti dalším vrstvám tenké a organické, tegmentum je tvořeno konchinem a uhličitanem vápenatým, articulamentum je tvořeno aragonitem a hypostracum opět tvořeno uhličitanem vápenatým. Tato kompozitní schránka je prostoupena četnými k povrchu se větvícími kanálky, na jejichž konci jsou v pórech uloženy jednoduché smyslové orgány (estéty, esthety). Např. u druhu Tonicella marmorea je rozpoznáváno tegmentum, articulamentum, mesostracum, přední myostracum, zadní myostracum a hypostracum.
Nervová soustava je amphineurní, z objícnového nervového prstence vybíhají až do zadní části těla dva páry nervových provazců bez nervových zauzlin. Provazce jsou navzájem propojeny četnými příčnými spojkami.
Je známo asi 1000 druhů. Chroustnatky jsou známy od kambria. Největším druhem je chroustnatka obrovská (Cryptochiton stelleri) dorůstající délky přes 30 cm. Druh Leptochiton vitjazae byl nalezen až v hloubce 7700 metrů.

## Charakteristika
- epidermis – kutikula
- oddělená hlava
- radula v hltanu vepředu
- gonáda má samostatný vývod
- gonochoristé s oplozením ve vodě
- helikální svalovina

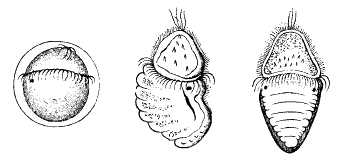
Vývoj chroustnatky: trochofora, metamorfující stadium a juvenilní chroustnatka
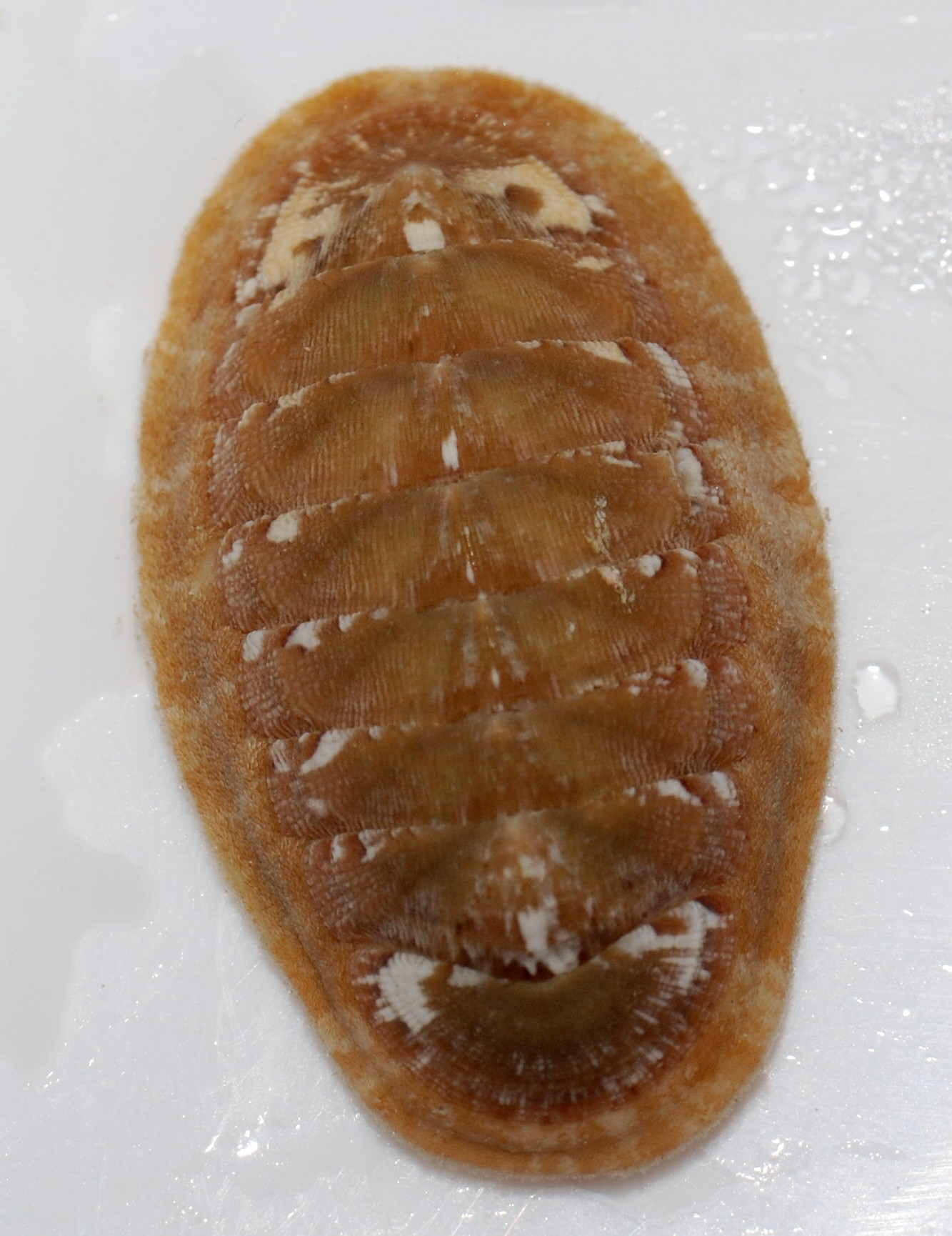
chroustnatka středomořská
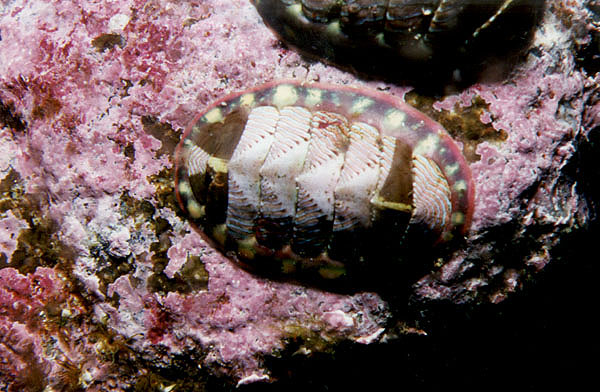
chroustnatka čárkovaná
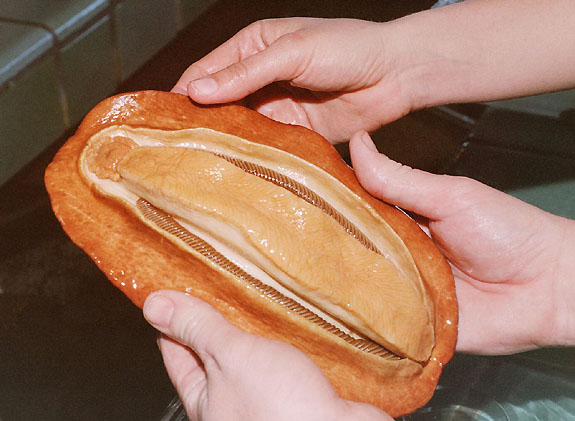
chroustnatka obrovská (Cryptochiton stelleri) spodní část těla

## Systém
- řád: Paleoloricata †
- řád: Neoloricata
  - podřád: Lepidopleurina
    - čeleď: Ferreiraellidae
    - čeleď: Nierstraziellidae
    - čeleď: Leptochitonidae – chroustnatěnkovití
    - čeleď: Hanleyidae
    - čeleď: Choriplacidae

  - podřád: Ischnochitonina
    - čeleď: Ischnochitonidae
    - čeleď: Mopaliidae
    - čeleď: Schizochitonidae
    - čeleď: Chitonidae – chroustnatkovití (viz chroustnatka středomořská)

  - podřád: Acanthochitonina
    - čeleď: Acanthochitonidae